# Ondřej Tomek
Ondřej Tomek (* 27. června 1974, Zlín) je český podnikatel a investor. Základem jeho majetku se stal kapitál z prodeje portálu Centrum.cz a pro rok 2021 byl 19. nejbohatším Čechem podle žebříčku Forbes. Jeho majetek je podle Forbesu asi 14 mld. Kč.

## Investice
V roce 2007 prodal portál Centrum.cz, aby následně investoval do akcií start-upů i zavedených firem zejména z oblasti technologie. Kromě nákupu akcií globálních hráčů (Apple, Tesla, Visa a další) se zaměřuje na české, potažmo evropské i světové technologické start-upy, jako například Shoptet, Kiwi.com, Audioteka, Safetica, Dataddo, Crowdstrike, Palantir a další, kam investuje skrze své fondy Impulse Ventures, Coober Fund nebo Impulse Capital.. V průběhu června a července 2024 se objevovaly zprávy o jeho vážném zájmu koupit společně s bývalým fotbalistou a současným podnikatelem Ivo Ulichem fotbalový klub FC Hradec Králové.

## Filantropie
Se svou partnerkou věnovali např. 5 mil. Kč na vznik filmu Havel, 1,1 mil. Kč poslali nadaci Debra. Na přelomu února a března 2022 oznámil, že skrze své firmy věnuje 5 milionů USD (cca 112 mil. Kč) ukrajinské armádě na obranu proti ruské invazi.